# Bezirksamt Adelsheim

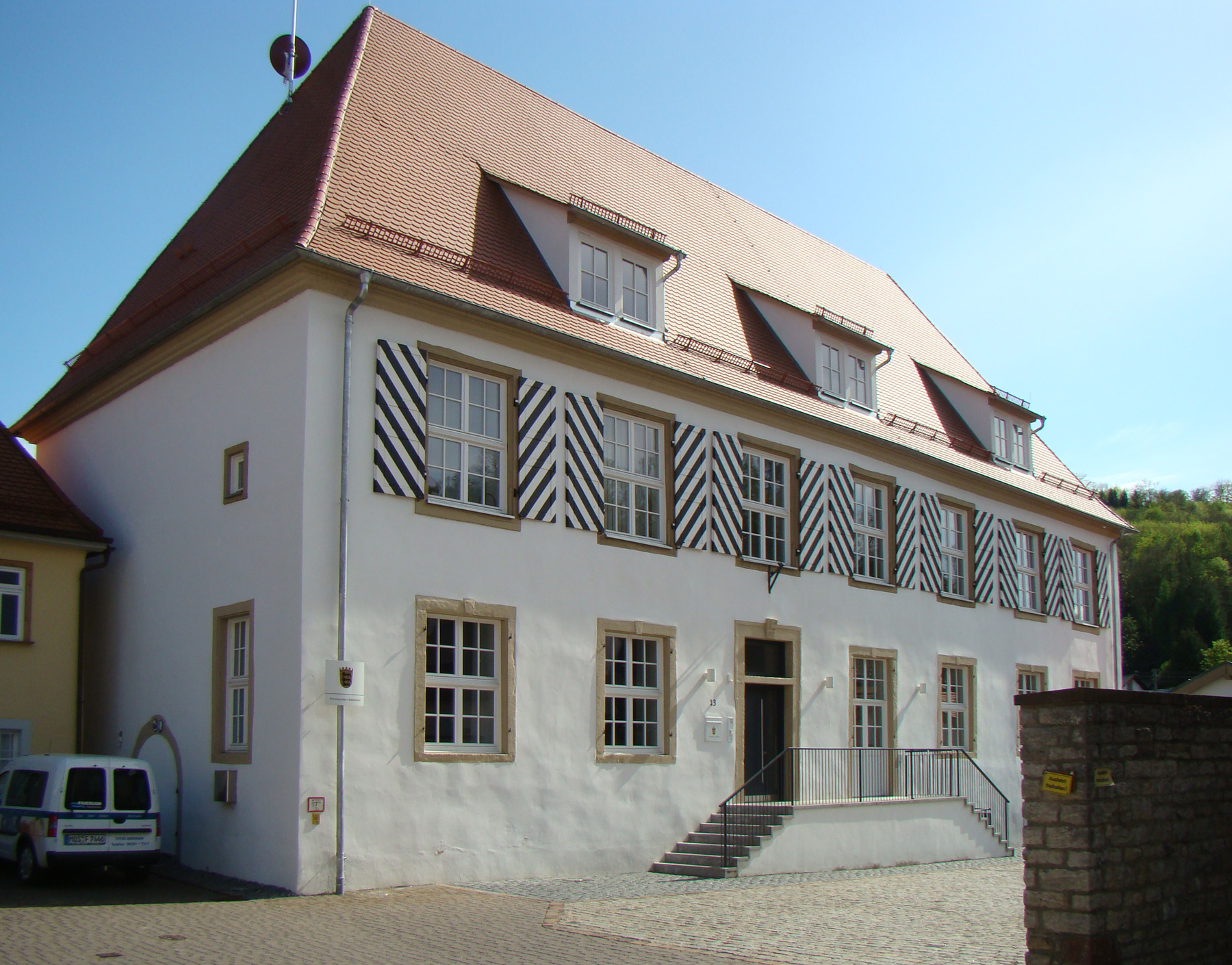
Ehemaliges Bezirksamt Adelsheim, heute als Polizeiposten genutzt

Die Verwaltungsgliederung des Großherzogtums Baden im Jahr 1890

Das Bezirksamt Adelsheim war ein Bezirksamt im Großherzogtum Baden und der Republik Baden, das 1828 durch die Verlegung des Bezirksamtes Osterburken nach Adelsheim, heute eine Stadt im Neckar-Odenwald-Kreis in Baden-Württemberg, entstand.
Der Sitz des Bezirksamtes Adelsheim befand sich von 1828 bis 1936 im Schloss Adelsheim.

## Geschichte
Im Jahr 1924 wurde das Bezirksamt Boxberg aufgelöst. Einige seiner Orte kamen zum Bezirksamt Adelsheim.
Im Jahr 1936 wurde das Bezirksamt Adelsheim in das Bezirksamt Buchen eingegliedert, das 1939 in Landkreis Buchen umbenannt wurde.

## Orte des Bezirksamtes

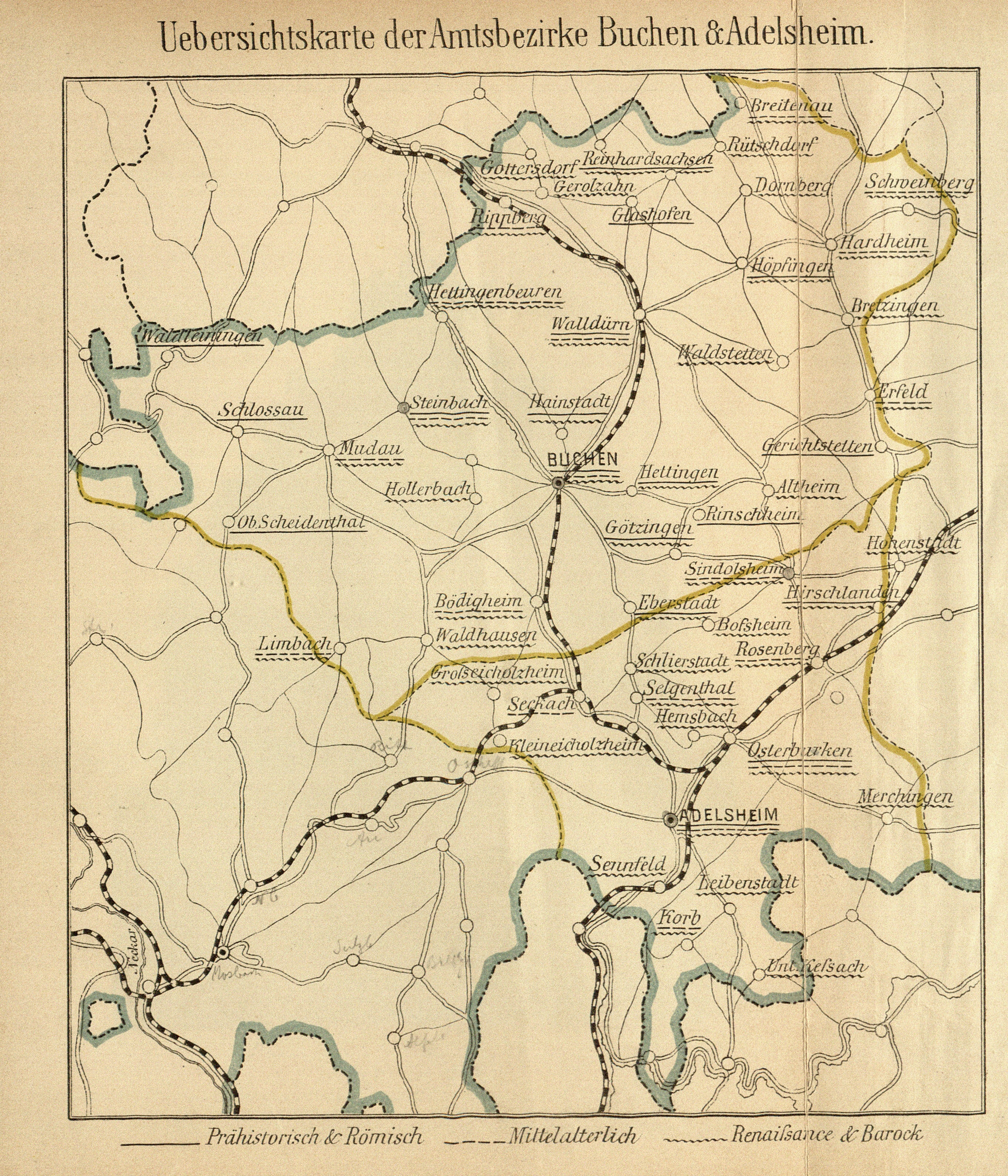
Karte der Amtsbezirke Buchen und Adelsheim 1901

Folgende Orte waren dem Bezirksamt Adelsheim unterstellt: Adelsheim, Berolzheim (seit 1924), Bödigheim, Bofsheim, Bronnacker, Großeicholzheim, Heidersbach, Hirschlanden, Hohenstadt, Hüngheim, Kleineicholzheim, Laudenberg, Leibenstadt, Merchingen, Neidelsbach, Rosenberg, Sennfeld, Sindolsheim, Untereubigheim, Waldhausen und Widdern.

## Amtsvorstände
- 1833: Jakob Herrmann (Amtmann)
- 1834–1842: Philipp Pfeiffer (Oberamtmann)
- 1872–1874: Friedrich Leutz (Oberamtmann)
- 1874–1876: Robert Benckiser (Amtmann)
- 1876–1879: Julius Lacher (Oberamtmann)
- 1883: Konrad Clemm (Dienstverweser)
- 1884: Heinrich Schröder (Dienstverweser)
- 1885–1890: Hermann Nebe (Oberamtmann)
- 1894–1899: Karl Asal (Oberamtmann)
- 1899–1902: Albert Carl Mays (Oberamtmann)
- 1914–1920: Wernher von Rotberg (Oberamtmann)
- 1920–1927: Heinrich Groß (Oberamtmann)

## Archivquellen
- Findbuch zu den Akten des Bezirksamts Adelsheim im Generallandesarchiv Karlsruhe